# Dendrochilum quadrilobum
Dendrochilum quadrilobum är en orkidéart som beskrevs av Oakes Ames. Dendrochilum quadrilobum ingår i släktet Dendrochilum och familjen orkidéer. Inga underarter finns listade i Catalogue of Life.